# Funzione (diritto)
La funzione è, nel diritto, l'attività svolta da un soggetto non nel proprio interesse, ma nell'interesse altrui.

## Descrizione generale
Tale interesse può essere privato (come nel caso dei genitori che agiscono nell'interesse del figlio minore) o pubblico (nel qual caso si parla di funzione pubblica, come quella svolta dal funzionario di un ente pubblico). Il potere attribuito ad un soggetto per l'esercizio di una funzione si configura come potere-dovere, ossia come potestà.
Nella dottrina giuridica italiana, secondo Massimo Severo Giannini, la funzione può essere attribuita ad un munus, all'officium di un ente non personificato o ad una persona giuridica, pubblica o privata, che la esercita attraverso i propri organi.